# San Mauro La Bruca
San Mauro La Bruca ist eine italienische Gemeinde mit 536 Einwohnern (Stand 31. Dezember 2023) in der Provinz Salerno in der Region Kampanien. Sie ist Teil der Comunità Montana Zona del Lambro e del Mingardo.

## Geographie
San Mauro La Bruca bedeckt eine Fläche von 18 km² und liegt etwa 4 km vom Meer entfernt im Landesinneren. Zu den Nachbargemeinden gehören:Ascea, Centola, Ceraso, Futani, Montano Antilia und Pisciotta.

Pisciotta besteht außer dem Ortskern noch aus den Ortsteil San Nazario.

## Weblinks

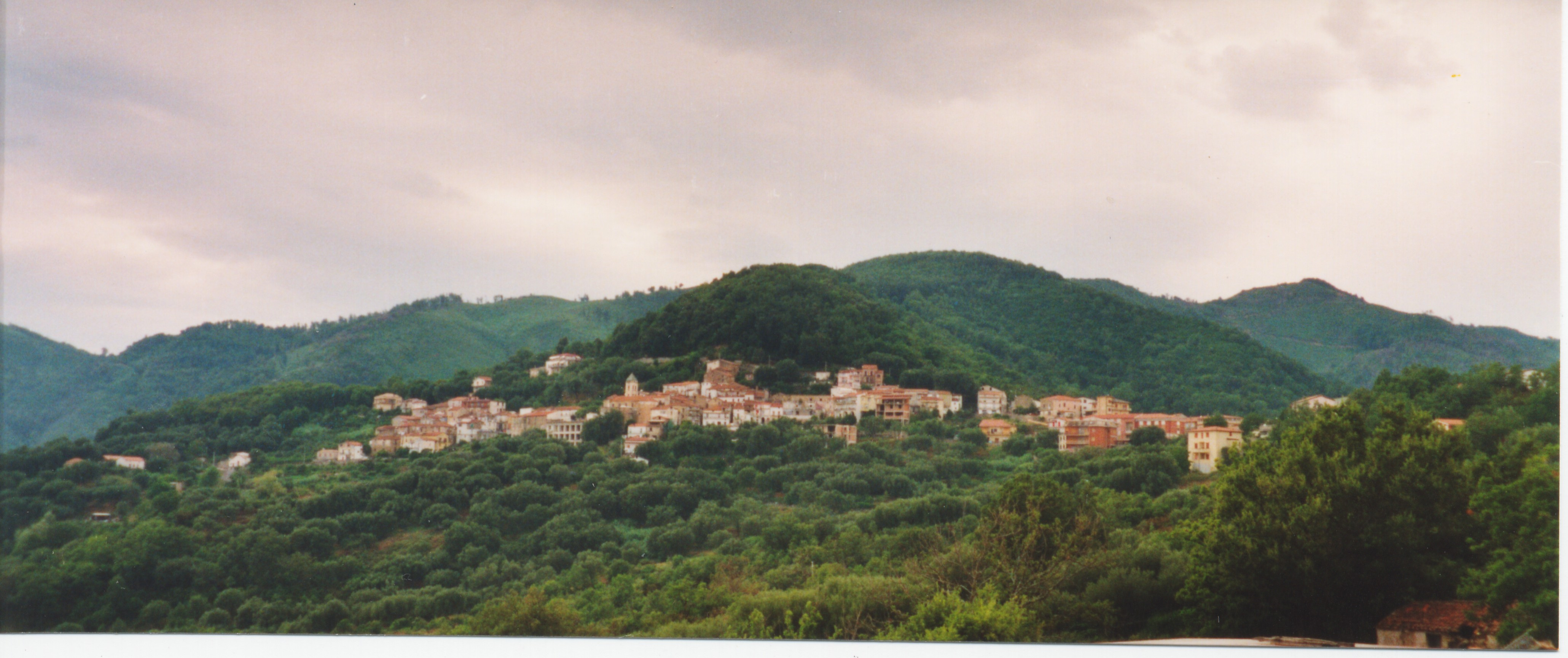
Pisciotta